# Сирота, Юрий Георгиевич
Юрий Георгиевич Сирота (26 апреля 1960) — советский и российский футболист, нападающий. Сыграл более 400 матчей за ФК «Атоммаш»/«Волгодонск». Мастер спорта СССР.

## Биография
На взрослом уровне начал выступать в конце 1970-х годов в команде «Текстильщик» (Наманган) во второй лиге.
С 1982 года играл за «Атоммаш» (позднее преобразован в ФК «Волгодонск»). Провёл в команде 15 сезонов с перерывами, за это время сыграл в первенствах СССР и России 428 матчей и забил 129 голов. Неоднократно забивал более 10 голов за сезон, личный рекорд — 21 гол в сезоне 1990 года. Бронзовый призёр зонального турнира второй лиги СССР (1984), бронзовый призёр зонального турнира третьей лиги России (1995).
Завершил профессиональную карьеру в 1997 году, после того как «Волгодонск» лишился профессионального статуса, после этого выступал на любительском уровне. В 2003 году стал победителем первой лиги чемпионата Ростовской области в составе команды «Атом».